# Starej Fotr
Starej Fotr je český youtuber, streamer a food bloger. Nejčastěji recenzuje restaurace, vesnické hospody, bistra, jídelny, fastfoody, ale i klasické české hospůdky. Také testuje různé potraviny. V začátcích vystupoval ve svých videích v masce, později začal ve svých videích ukazovat i svůj obličej a tělo. Před kamerou vystupuje také se svým kameramanem, manželkou nebo kamarádem Honzou, který má také svůj vlastní kanál na YouTube s názvem Honza Strýmuje. Lokace, které navštívil, jsou k dohledání na fanouškovské webové stránce starejfotrmapa.cz.